# On the Town (musical)
On the Town (llamado en español: Un día en Nueva York) es un musical con música de Leonard Bernstein (1918-1990) y letra de Betty Comden y Adolph Green compuesto en 1944 para ser representado en Broadway, en el que se incluyen canciones muy populares entre las que destaca New York, New York. Posteriormente, en 1945, se realizó su adaptación cinematográfica.
La canción citada New York, New York se ha hecho muy popular en Estados Unidos, y fue incluida en la lista de las 100 canciones más representativas del cine estadounidense en el puesto número 41, lista que realizó en el año 2004 la American Film Institute.